# Lillian Roth
Lillian Roth (Boston; 13 de diciembre de 1910 - Nueva York; 12 de mayo de 1980) fue una actriz y cantante estadounidense.

## Inicios
Nacida en Boston, Massachusetts, tenía únicamente seis años de edad cuando su madre la llevó a Educational Pictures, donde pasó a ser la imagen de la compañía, simbolizada por una estatua viviente sosteniendo la lámpara del conocimiento. 
Al año siguiente debutó como actriz teatral en el circuito de Broadway actuando en The Inner Man. Su primera actuación cinematográfica llegó en 1918 con Pershing's Crusaders. Junto a su hermana Ann actuaban de manera itinerante bajo el nombre de "Lillian Roth and Co," y a veces las dos eran llamadas "The Roth Kids". Uno de los momentos más emocionantes de ambas hermanas llegó cuando conocieron al Presidente de los Estados Unidos Woodrow Wilson, cuando este llevó a las dos a dar la vuelta a la manzana en su coche tras asistir al número de vodevil de ambas.
Roth entró en la Clark School of Concentration en los inicios de la década de 1920, actuó en Artists and Models en 1923 y trabajó en Revels con Frank Fay.

## Carrera
En 1927, cuando Roth tenía 17 años de edad, trabajó en la primera de tres Earl Carroll Vanities, a las cuales pronto siguieron las Midnight Frolics, una producción de Florenz Ziegfeld.
Pronto la joven actriz firmó un contrato de siete años con Paramount Pictures. Entre los filmes que rodó para Paramount figuran El desfile del amor (1929, con Maurice Chevalier), The Vagabond King (1930), Paramount on Parade (1930), Honey (1930, en el cual cantaba "Sing, You Sinners"), Madam Satan (1930, de Cecil B. DeMille, con Reginald Denny y Kay Johnson, Sea Legs (con Jack Oakie), y la segunda película de los Hermanos Marx, El conflicto de los Marx (1930). Roth hizo para el cine el papel que Ethel Merman había interpretado en la obra teatral Take a Chance, y cantó "Eadie Was a Lady". Tras dejar Paramount hizo un papel de reparto en el film carcelario femenino Ladies They Talk About (Warner Brothers, 1933), junto a Barbara Stanwyck.
Además, fue cabeza de cartel del Teatro Palace de Nueva York, actuando en Earl Carroll Vanities en 1928, 1931 y 1932, haciendo grandes progresos en su faceta de cantante.
Desafortunadamente, la vida personal de Roth cada vez se veía más ensombrecida por su adicción al alcohol. Roth estuvo fuera del candelero desde finales de la década de 1930 hasta 1953, cuando actuó en un episodio especial de la serie televisiva This Is Your Life, con Ralph Edwards. En respuesta a su sinceridad al relatar su historia de alcoholismo, Roth recibió más de cuarenta mil cartas.
En 1962 encarnó a la madre de Elliott Gould en el musical I Can Get It for You Wholesale, producción en la cual hacía su debut en Broadway Barbra Streisand. A pesar de la gran acogida conseguida por Streisand, el productor David Merrick observó que el nombre de Roth todavía vendía entradas, por lo que tras el estreno puso su nombre por encima del de Gould, Streisand y Sheree North. Roth permaneció en el show durante todas las representaciones, un total de 301, y grabó un disco relativo a la obra para Columbia Records.
Ruth también interpretó a Mrs. Brice en Funny Girl obra representada en una gira nacional en 1964, y en la que de nuevo encabezaba el cartel, aunque se produjo una disputa con la coprotagonista Marilyn Michaels, debiendo intervenir el Actors Equity. Además, aceptó un papel no cantado en la comedia de Neil Simon The Prisoner of Second Avenue, aunque fue reemplazada antes del estreno.

## Matrimonios
Roth se casó al menos cinco veces. Sus maridos fueron el aviador William C. Scott ("Willie Richards"), el juez Benjamin Shalleck, Eugene J. Weiner ("Mark Harris"), Edward Goldman ("Vic"), y Burt McGuire. Antes de su primera boda había tenido una relación con David Lyons, fallecido de tuberculosis. En mayo de 1932 se divorció de W. C. Scott, tras trece meses de matrimonio. En 1955 conoció a Thomas Burt McGuire, ligado a la editora Funk and Wagnalls Publishing Company, en una reunión de Alcohólicos Anónimos, grupo en el cual Roth formaba parte desde 1946. .

## Últimos años
En 1970 Roth compartía un ático en Manhattan con otra mujer y ocho perros. Sus últimas ocupaciones fueron  empleada de una panadería, celadora de un hospital y empleada de paquetería, entre otros trabajos. 
En 1971, sin embargo, tuvo un triunfante retorno a Broadway con el musical de John Kander y Fred Ebb 70, Girls, 70, el cual, a pesar de su corta trayectoria, fue grabado con éxito por Columbia. También volvió al cine, medio que había dejado en 1934, para trabajar en 1976 en el clásico de horror Alice, Sweet Alice. Su último film fue Boardwalk, con Lee Strasberg, Ruth Gordon y Janet Leigh (1979). Tras su muerte se estrenó un disco por AEI Records con la grabación de un exitoso concierto en Town Hall. Una de sus últimas actuaciones fue un número interpretado en el legendario club Reno Sweeney.

## Libros
La autobiografía de Roth, I'll Cry Tomorrow, fue escrita en colaboración con Gerold Frank en 1954, y se hizo una versión cinematográfica al año siguiente, "I'll Cry Tomorrow", interpretada por Susan Hayward, que fue nominada a un Premio Oscar. El libro se convirtió en un superventas, con más de siete millones de ejemplares vendidos en veinte idiomas, y el film renovó el interés del público por Roth. Además, ella grabó cuatro canciones para el sello Coral (la primera grabación comercial de su carrera), a lo cual siguieron dos LP, uno para Epic y otro para Tops. También lideró un espectáculo de vodevil en el Palace, en Broadway.
En 1958 Roth publicó un nuevo libro, Beyond My Worth, que no tuvo el éxito de su predecesor. En esa época Roth había intentado convertirse en una artista de conciertos y nightclubes, actuando en locales de Las Vegas, Nueva York y Australia.

## Fallecimiento
Roth falleció a causa de un ictus en 1980 en Nueva York. Tenía 69 años de edad. Fue enterrada en el Cementerio Mount Pleasant del Condado de Westchester, Nueva York.